# Contea di Butler (Kentucky)
La contea di Butler (in inglese Butler County) è una contea dello Stato USA del Kentucky. Il nome le è stato dato in onore del maggior generale Richard Butler, morto nella battaglia di Wabash nel 1791. Al censimento del 2000 la popolazione era di 13 010 abitanti. Il suo capoluogo è Morgantown.

## Geografia fisica
La contea di Butler fa parte della regione Western Coal Fields. L'U.S. Census Bureau certifica che l'estensione della contea è di 1118 km², di cui 1109 km² composti da terra e 9 km² composti di acqua.

## Contee confinanti
- Contea di Ohio, Kentucky - nord-ovest
- Contea di Grayson, Kentucky - nord-est
- Contea di Edmonson, Kentucky - est
- Contea di Warren, Kentucky - sud-est
- Contea di Logan, Kentucky - sud
- Contea di Muhlenberg, Kentucky - ovest

## Maggiori città
- Morgantown
- Rochester
- Woodbury

## Storia
La Contea di Butler venne istituita il 18 gennaio 1810.